# Aproz VS
| VS ist das Kürzel für den Kanton Wallis in der Schweiz. Es wird verwendet, um Verwechslungen mit anderen Einträgen des Namens Aproz zu vermeiden. |

Aproz ist eine Ortschaft in der Gemeinde Nendaz im Schweizer Kanton Wallis.

## Geographie und Geschichte
Aproz liegt auf 492 m ü. M. am linken Rhoneufer nur wenige Kilometer südwestlich des Kantonshauptorts Sitten. Sie ist die einzige Ortschaft der Gemeinde, die im Rhonetal liegt und damit auch gleichzeitig die tiefstgelegene. An der Südflanke der Ortschaft tritt die Printze aus ihrem schluchtartigen Tal in die Rhoneebene. Östlich, aber schon jenseits der Gemeindegrenze, liegt eine ehemalige Kiesgrube, die nun mit Wasser gefüllt ist.
Im 16. Jahrhundert wurde bei Aproz ein Kalktuff abgebaut, der für Steinhausbauten im Wallis genutzt wurde und den Steinmetzen besonders zur Herstellung dekorativer Fenster- und Türgewände diente. Das Wirken des Baumeisters Ulrich Ruffiner ist mit diesem Gestein eng verbunden.
In Aproz sind am rechten Ufer der Printze drei stillgelegte Bergwerke (Pyrit und Anthrazit).
Das grösste Unternehmen ist der Mineralwasserhersteller Aproz Sources Minérales der Migros. 

## Kultur und Sehenswürdigkeiten
Jährlich im Mai findet ein Kuhkampf mit Eringer-Kühen (französisch combat de reines) statt.
In Aproz gibt es eine katholische Kirche (1947, gewidmet Niklaus von Flüe).